# Os Gigantes
Os Gigantes é uma telenovela brasileira produzida e exibida pela TV Globo de 20 de agosto de 1979 a 2 de fevereiro de 1980, em 147 capítulos. Substituiu Pai Herói e foi substituída por Água Viva, sendo a 23ª "novela das oito" da emissora.
Criada e escrita por Lauro César Muniz, contou com a colaboração de Maria Adelaide Amaral e direção de Régis Cardoso e Jardel Mello.
Contou com Dina Sfat, Francisco Cuoco, Tarcísio Meira, Susana Vieira, Roberto de Cleto, Mário Lago, Vera Fischer e Joana Fomm nos papéis principais.

## Enredo
Paloma Gurgel, uma jornalista famosa e respeitada, retorna ao Brasil depois de um período trabalhando no exterior como correspondente internacional, para resolver problemas familiares causados pela situação de seu irmão gêmeo, Frederico Gurgel, que está internado em coma no hospital, após uma cirurgia de emergência no cérebro e está vivo graças à ajuda de aparelhos. Angustiada com o sofrimento do irmão, e após ouvir algumas fitas de súplicas gravadas por ele, Paloma decide desligar os aparelhos que o mantêm vivo. A partir de então, inicia-se uma batalha judicial entre a jornalista e a cunhada Veridiana, com quem sempre teve uma péssima relação, que a acusa de ter praticado eutanásia, e também a culpa por um aborto espontâneo sofrido após a morte de Fred. Paloma ainda se reencontra com dois amigos de infância: o fazendeiro Fernando Lucas e o médico Francisco Rubião, ambos apaixonados por ela, que disputaram para conquistá-la. Fernando tem um casamento conturbado com Vânia; e Francisco rompe o noivado com Helena por causa de Paloma.

## Elenco
- Dina Sfat - Paloma Gurgel
- Francisco Cuoco  - Francisco Rubião (Chico)
- Tarcísio Meira - Fernando Lucas
- Susana Vieira - Veridiana Rossi Gurgel
- Joana Fomm - Vânia Lucas
- Vera Fischer - Helena Porto
- Mário Lago - Antônio Lucas
- Lauro Corona - Polaco
- Lídia Brondi - Renata Garcia
- Jonas Mello - Delegado Victor
- Rogério Fróes - Dr. Osvaldo
- Castro Gonzaga - Amadeu Rossi
- Flora Geny - Ivone Rossi
- Miriam Pires - Eulália Gurgel
- Roberto de Cleto - Frederico Gurgel
- Norah Fontes - Matilde Rubião
- Perry Salles - Novak
- Cleyde Blota - Selma Garcia
- Fábio Mássimo - Ciro Lucas
- Mayara Norbim - Ana Campos Melo
- Lúcia Alves - Maria Lúcia Jardim
- Rofran Fernandes - Jaime Campos Melo
- Denny Perrier - Murilo Prata
- Carlos Gregório - Padre Justino
- Ênio Santos - Milton
- Solange Theodoro - Cristina Oliveira
- Átila Iório - Pedro Oliveira
- Esther Mellinger - Maria Oliveira
- Julciléa Telles - Teresa Silva
- Marcos Waimberg - Salvador
- Milton Villar - José Oliveira (Zé)
- Ivan de Almeida - Eugênio Silva
- Borges de Barros - Onofre
- Lígia Rinelli - Marli
- Aguinaldo Rocha - Aníbal
- Gilda Sarmento - Carminha
- Ana Maria Sagres - Creusa
- Nardel Ramos - Cabo Romildo
- Alfredo Martins - Dr. Harley Amaral
- Arduíno Colassanti - Príncipe Renato Di Lorenzo
- Carlos Eduardo Monteiro - Jurado no julgamento de Paloma
- Claude Amaral Peixoto - Jurada no julgamento de Paloma
- Cléa Simões - Mãe de santo
- Francisco Moreno - Juiz no julgamento de Paloma
- Hemílcio Fróes
- Henrique César
- Hildegard Angel - Jurada no julgamento de Paloma
- João Flávio Lemos de Moraes - Jurado no julgamento de Paloma
- Jorge Guinle Filho - Jurado no julgamento de Paloma
- Lílian Fernandes
- Loly Nunes - Enfermeira do Dr. Murilo
- Loureiro Neto - Médico da equipe que opera Fred
- Luís Orioni - Dalmo
- Maria Augusta - Jurada no julgamento de Paloma
- Miguel Rosemberg - Mauro Cabral
- Otávio Augusto - Promotor no julgamento de Paloma
- Pádua Moreira - Fred (apenas a voz)
- Rogaciano de Freitas - Dr. Atiê
- Ruth Almeida Prado - Jurada no julgamento de Paloma
- Vinícius Salvatore - Donato
- Waldir Santana - Radialista
- Wellington Botelho

### As crianças
- Monique Curi - Paloma (criança)
- Maurício M. Quintas - Chico (criança)
- Luís Filipe de Lima - Fernando (criança)
- João Batista Vieira - Fred (criança)

## Produção
A telenovela abordou temas polêmicos para a época, como a eutanásia e homossexualidade. Projetada como uma trama polêmica, a novela gerou uma grande crise na Globo. A própria protagonista da novela Dina Sfat estava descontente com a novela e com os rumos de sua personagem. Em alto e bom som, ela demonstrava todo seu desinteresse pela história. O descontentamento foi tão grande que a atriz rompeu relações com o autor Lauro César Muniz. A trama também fez recheadas críticas às empresas multinacionais. Elas não gostaram nada disso e pressionaram a Globo para que mudanças quanto a esse tema fossem feitas rapidamente.
Sem poder mais salvar a novela, Lauro César Muniz foi demitido antes do desfecho. Benedito Ruy Barbosa foi chamado para escrever o último capítulo e se negou. Coube a Walter George Durst redigir o último capítulo, que culminou com o suicídio da protagonista.
Teve cenas gravadas em Vassouras, no Rio de Janeiro.
Foi a estréia de Maria Adelaide Amaral como roteirista. Ela escreveu 18 capítulos e assumiu a trama quando Lauro César Muniz se afastou da novela.

## Exibição

### Outras Mídias
Foi disponibilizada pelo Globoplay em 18 de março de 2024, através do Projeto Fragmentos, que resgata obras com poucos capítulos preservados no acervo da TV Globo. Ao todo, foram postados apenas o primeiro e o último capítulo na plataforma, por serem os únicos que restaram da obra. O capítulo final inclusive recebeu um aviso divulgando o número do Centro de Valorização da Vida, que é o 188, por conta da cena do suicídio da protagonista Paloma (Dina Sfat).

## Recepção
A novela não foi um sucesso de audiência, os motivos por trás disso são os temas polêmicos abordados e o enredo considerado "mórbido", "soturno" e "depressivo".

## Música

### Nacional
1. "Gostoso Veneno" - Alcione (tema de Paloma)
2. "Tô Voltando" - Viva Voz (Tema de Fernando)
3. "Super-homem" - Gilberto Gil (tema de Fernando)
4. "Sob Medida" - Simone (tema de Selma)
5. "Outubro" - Milton Nascimento (tema de Veridiana)
6. "Trocando Em Miúdos" - Emílio Santiago (tema de Vânia)
7. "Horizonte Aberto" - Sérgio Mendes (part. esp. Gracinha Leporace) (tema de abertura)
8. "Força Estranha" - Gal Costa (tema de Paloma)
9. "Passageiro" - Riberti (tema de Antonio)
10. "Jardim da Solidão" - Clara Nunes (tema de Veridiana)
11. "Café da Manhã" - Sergio Endrigo (tema de Polaco e Ivone)
12. "Meu Nome é Noite Vadia" - Vanusa (tema de Novak)
13. "Lili" - Chico Batera (tema de Lili)
14. "Passional" - Fátima Guedes (tema de Ciro)

### Internacional
1. "Good Times" - Chic
2. "I'll Never Love This Way Again" - Dionne Warwick
3. "Rise" - Herb Alpert (tema de Paloma)
4. "Sultans of Swing" - Dire Straits
5. "Still" - The Commodores
6. "Magic Lady" - Sérgio Mendes
7. "I Just Fall In Love Again" - Anne Murray
8. "L'Ultima Neve Di Primavera" - Franco Micalizzi
9. "She Believes In Me" - Kenny Rogers
10. "Dance With You" - Carrie Lucas
11. "Love Takes Time" - Orleans
12. "Put It Where You Want It" - Destination
13. "Paloma" - Sunday
14. "Nous (Donna, Donna Mia)" - Hervé Villard